# Søren Risager
Søren Krøgh Risager (født 25. november 1946, død 7. februar 2021) var en dansk politiker, der var borgmester i Sindal Kommune fra 1996 til 2007, valgt for Venstre. Fra 2007 til 2009 var han medlem af kommunalbestyrelsen i Hjørring Kommune.
Risager var i sit civile liv tømrermester. Han blev medlem af Sindal Kommunalbestyrelse i 1978. Han overtog i 1996 borgmesterposten fra partifællen Jens Jørgen Jensen.

## Ekstern henvisning / kilder
- Nekrolog i Altinget